# SAVAK

Het logo van de SAVAK

De SAVAK (Perzisch: ساواک, een afkorting voor سازمان اطلاعات و امنیت کشور Sazeman-e Ettelaat va Amniyat-e Keshvar (Organisatie voor Inlichtingen en Nationale Veiligheid)) was de binnenlandse veiligheids- en inlichtingendienst van Iran van 1957 tot 1979. De SAVAK werd in Iran als de meest gevreesde institutie van het land gezien, vanwege de vele martelingen en executies die ze uitvoerde.

## Geschiedenis
De SAVAK werd in 1957 opgericht door sjah Mohammed Reza Pahlavi onder leiding van de Verenigde Staten. Haar missie was om tegenstanders van het regime van de sjah onder toezicht te plaatsen en om opstandige bewegingen te onderdrukken door middel van intimidatie, ballingschap, gevangenisstraffen, liquidaties en martelingen. Het aantal slachtoffers is moeilijk te bepalen; de schattingen lopen uiteen van enkele honderden tot enkele duizenden doden.
De eerste directeur was Teymur Bakhtiar, die later door SAVAK-agenten werd geliquideerd en vervangen werd door generaal Hassan Pakravan. Pakravan werd in 1965 vervangen door generaal Nematollah Nassiri die in nauwe betrekking stond tot de toenmalige sjah. De inlichtingendienst werd gereorganiseerd en werd steeds actiever doordat de dreiging van Sjiieten en communistische paramilitaire strijders toenam en voor meer politieke onrust en sociale instabiliteit zorgde. Uiteindelijk zouden voormalig directeuren Pakravan en Nassiri geëxecuteerd worden door de Iraanse Revolutionaire Garde na de Islamitische Revolutie.

## Operaties
De SAVAK had bijna onbeperkte macht en kon iedereen laten arresteren of opsluiten. Ze had zelfs eigen gevangenissen, zoals de Evin-gevangenis. Volgens vele bronnen martelde de SAVAK haar gevangenen regelmatig. Behalve binnenlandse veiligheid hield de SAVAK zich ook bezig met het in de gaten houden van Iraniërs in het buitenland (zoals studenten op excursie), vooral in de Verenigde Staten, het Verenigd Koninkrijk en Frankrijk.
Binnen de organisatie zelf woedde vaak een interne machtsstrijd. Teymur Bakhtiar werd in 1970 door SAVAK-agenten vermoord, en Mansur Rafizadeh, de directeur van de SAVAK in de Verenigde Staten tijdens de jaren '70, werd afgeluisterd. Hussein Fardust, een vroegere klasgenoot van de sjah, was de directeur van een afdeling van de SAVAK en werd later aangesteld als hoofd van het Koninkrijksinspectoraat, dat hooggeplaatste ambtenaren in de gaten hield, ook SAVAK-directeuren. Fardust werd later directeur van SAVAMA, de postrevolutionaire voortzetting van de SAVAK.

## Na de revolutie
Vlak voor het einde van de monarchie en de staatsgreep van Ruhollah Khomeini in februari 1979 werd de organisatie ontbonden. Na het vertrek van de sjah in januari 1979 werden de 3000 leden van de staf van de SAVAK het doel van wraakacties en werden velen van hen geëxecuteerd. Overigens werden ook veel mensen die niets met de SAVAK te maken hadden geëxecuteerd onder het nieuwe regime, bijvoorbeeld veel Iraanse communisten die aanvankelijk bondgenoot van Khomeini waren in de revolutie. De SAVAK werd vervangen door SAVAMA (Sazman-e Ettela'at va Amniat-e Melli-e Iran), later de VEVAK (Vezarate Ettelaat Va Amniate Keshwar, Ministerie voor Inlichtingen en Veiligheid). Volgens sommige bronnen is de nieuwe organisatie qua structuur identiek aan de oude en bestaat ze grotendeels uit dezelfde mensen. De directeur van SAVAMA was een afdelingshoofd binnen de SAVAK, en een naaste van de laatste sjah. Maar omdat Iran weinig persvrijheid kent (volgens sommigen de op zes na slechtste ter wereld), is er geen betrouwbare bron die stelt dat de organisatie vandaag de dag nog steeds zo massaal aan marteling en detentie doet als de SAVAK.
Er is een aantal boeken uitgebracht over de status van Iraanse politici vóór de revolutie, die gebaseerd zijn op SAVAK-documenten.

## SAVAK-directeuren
- Teymur Bakhtiar (1957-1961)
- Hassan Pakravan (1961-1965)
- Nematollah Nassiri (1965-1978)
- Nasser Moghadam (1978-1979)